# جانلوكا غاودينو
جانلوكا غاودينو (بالألمانية: Gianluca Gaudino) لاعب كرة قدم ألماني من أصل ايطالي. يلعب مع منتخب ألمانيا لكرة القدم احترف اللعب في نادي بايرن ميونيخ، وانتقل في صيف 2017 إلى الدوري الإيطالي ليلعب في صفوف نادي كييفو فيرونا .

## روابط خارجية
- جانلوكا غاودينو على موقع الاتحاد الأوربي (الإنجليزية)
- جانلوكا غاودينو على موقع قاعدة بيانات كرة القدم.إي يو (الإنجليزية)
- جانلوكا غاودينو على موقع بيانات كرة القدم. دي إي (الألمانية)
- جانلوكا غاودينو على موقع Soccerway.com (الإنجليزية)
- جانلوكا غاودينو على موقع عالم كرة القدم.نت (الإنجليزية)